# 拉包爾克里奧爾德語
拉包爾克里奧爾德語（德語：Unserdeutsch，意為“我们的德語”）是一種基於德語的克里奧爾語，它起源於德國殖民時期的新幾內亞，並曾一度在新不列顛和澳洲東北部一帶流傳，但現在它已幾近絕滅。現今有不到一百人使用此種語言，多數為中老年人，其中十五名使用者居於新不列顛。拉包爾克里奧爾德語的使用者多半是雙語使用者，他們同時也使用德語、英語、巴布亞皮欽語或庫阿努阿語。此語言一大部份的使用者在獨立期間離開了巴布亞新幾內亞。
拉包爾克里奧爾德語被認為對巴布亞皮欽語的發展有所影響。此外，它與納米比亞的納米比亞黑德語和阿根廷首都布宜諾斯艾利斯的貝爾格拉諾德語被認為是世界上僅有的三種以德語為基礎的克里奧爾語。

## 形成歷史
拉包爾克里奧爾德語是在1900年代左右在今天科科波一帶誕生的，當時的科科波是德屬新幾內亞的首府。在當地郊區設立據點的天主教聖心傳教會的社區（Vunapope）中，一些歐洲─美拉尼西亞混血的兒童以德語接受教學，而這些兒童在外頭將他們所學到的德語與傳承自自己家長的母語混合使用，因而得到了這種混有德語、英語和巴布亞皮欽語等語言成份的語言。

## 範文
雖然拉包爾克里奧人是基督徒，不過以下以拉包爾克里奧爾德語版本的巴哈伊教禱文做範例：
I bezeugen, O mein Gott, Du has geschaffen mi, fi erkennen du und fi beten zu du. I bezeugen in diese Moment mein Schwäche und dein Mach, mein Armut und dein Reichtum. Is ni ein anders Gott, nur Du, de Helfer in Gefahr, de Selbstbestehender.
標準德語對照：
漢語對照：
「我自行見證說：我的上帝啊！你造生了我，來認識你並崇拜你。我在這時刻表明我的無能和你的萬能，我的貧窮和你的富裕。除你之外別無上帝，你是艱苦中的救難者，自有永有者。」

## 腳註
1. ↑  參見此篇文章的說明：http://volker-ca.blogspot.com/2009/11/why-is-rabaul-creole-german-dying.html （页面存档备份，存于）
2. ↑  中文版取自.   [2011-01-01]. （原始内容存档于2010-09-15）.

## 外部連結
- Ethnologue對於拉包爾克里奧爾德語的報告 （页面存档备份，存于）
- 德國瀕危語言學會關於拉包爾克里奧爾德語的網頁（英語） （页面存档备份，存于）